# Sveva Alviti

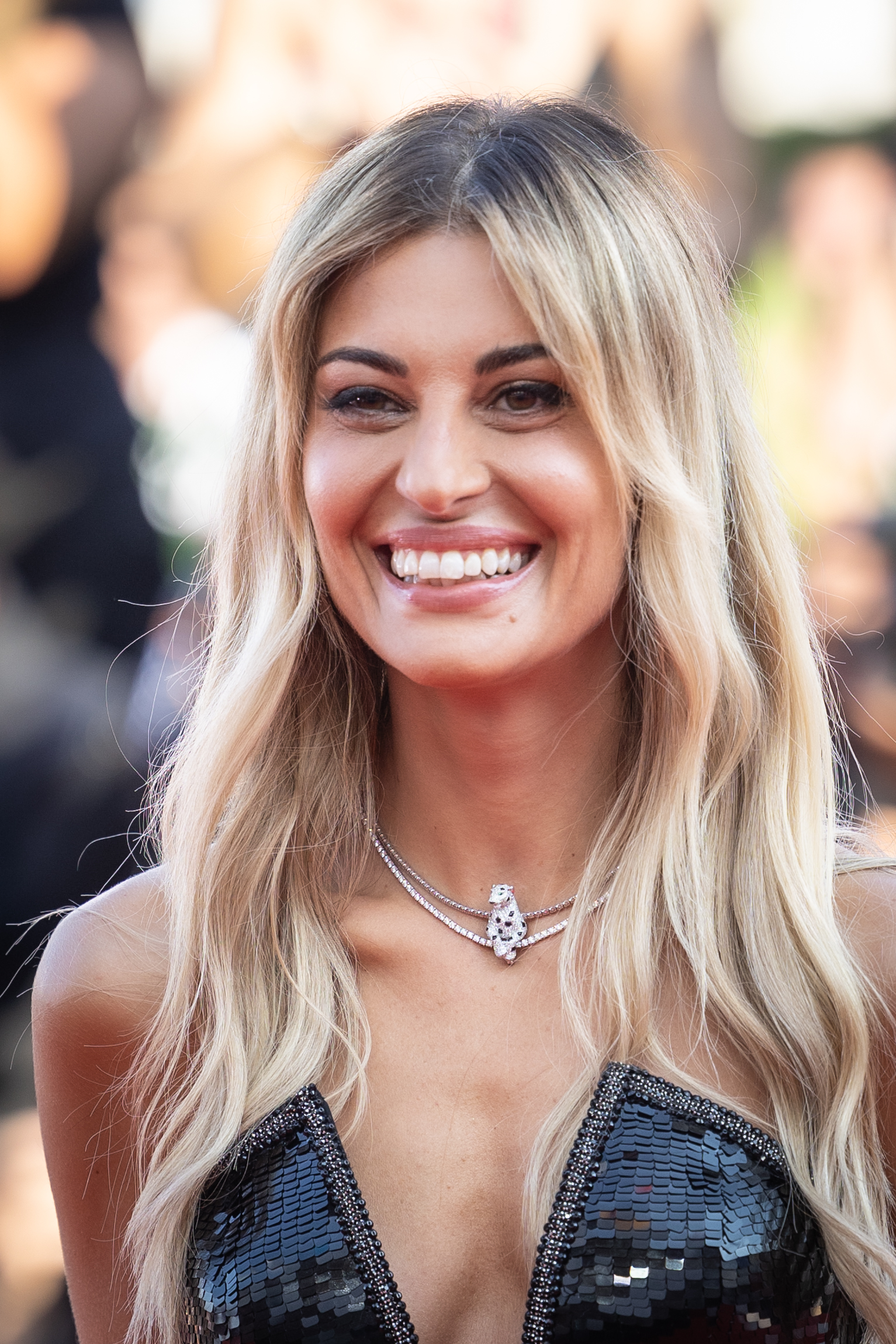
Sveva Alviti (2024)

Sveva Alviti (* 14. Juli 1984 in Rom) ist eine italienische Filmschauspielerin und Model.

## Leben
Sveva Alviti wurde mit 17 Jahren durch ihre Teilnahme am Elite Model Look bekannt. Danach war sie für einige Jahre als Model tätig, darunter für Anzeigenkampagnen und den Laufsteg. Seit 2010 ist sie als Filmschauspielerin aktiv. Ihre bedeutsamste Rolle war 2017 als Hauptdarstellerin in der Dalida-Filmbiografie.

## Filmografie (Auswahl)
- 2012: AmeriQua
- 2013: Buongiorno papà
- 2014: Cam Girl
- 2017: Dalida
- 2017: Dangerous Lies Vol. 1
- 2018: Love Addict
- 2018: The Bouncer
- 2018: Restiamo amici
- 2021: Zwischen den Wellen (Entre les vagues)
- 2021: Tra le onde
- 2023: AKA